# Ella Maillart
Ella Maillart (Ginebra, 20 de febrero de 1903 - Chandolin, Suiza, 27 de marzo de 1997) fue una escritora de viajes y fotógrafa suiza.

## Biografía
Era hija de Paul Maillart, un peletero de Ginebra de ideología liberal, y de Dagmar Klim, una deportista danesa. Su familia se instaló en Creux de Genthod, a orillas del lago Lemán, en 1913. Desde muy joven se sintió atraída por el deporte y la superación personal. En esta localidad, Ella Maillart conoció a Hermine de Saussure, conocida como «Miette», hija de un oficial de marina y tataranieta de Horace-Bénédict de Saussure, considerado el fundador del alpinismo, con la que practicó vela y esquí. A los 16 años fundó el primer club de hockey sobre césped de la zona francófona de Suiza, el «Champel Hockey Club». A los 20 años realizó a vela la travesía de Cannes a Córcega con Hermine, y conoció a Alain Gerbault, que se encontraba preparando su barco Firecrest para su famosa travesía en solitario del océano Atlántico. Participó como representante de Suiza en las regatas de los Juegos Olímpicos de París 1924 a la caña de un monotipo nacional. Fue la única mujer y la más joven de la competición.
En 1925, se embarcó junto con cuatro jóvenes, entre ellas Miette de Saussure y Marthe Oulié, en un crucero por el Mediterráneo desde Marsella hasta Atenas. Un cúmulo de circunstancias y el matrimonio de su amiga Miette con el arqueólogo francés Henri Seyrig (que serán los padres de la futura actriz Delphine Seyrig) la llevan a abandonar su sueño de vivir en el mar. Como miembro del equipo suizo de esquí, defendió a su país en los cuatro primeros campeonatos del mundo de esquí alpino de 1931 a 1934. Atraída por el cine ruso, viajó a Moscú para realizar un reportaje en el que se basará para escribir su primer libro: Parmi la jeunesse russe.

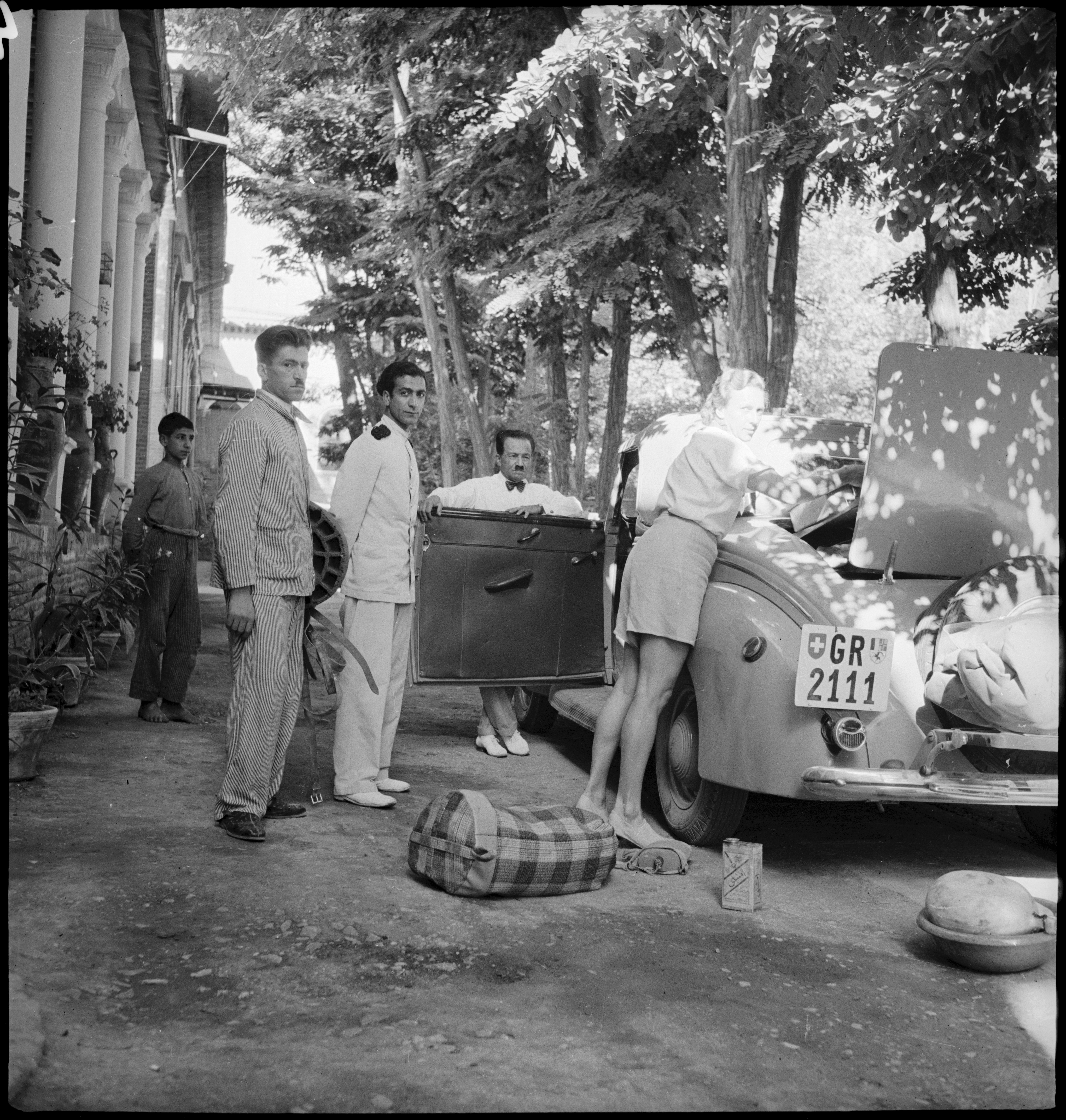
Ella Maillart, Irán 1939/40

### Descubriendo Asia
Tras su primera estancia en Moscú y la travesía del Cáucaso, en 1930, Ella Maillart recorrió la zona soviética de Asia central durante el año 1932. Dos años más tarde, en 1934, el periódico Le Petit Parisien la envió a Manchukuo, un Estado fundado por los japoneses en China en 1932, en donde conoce a Peter Fleming, gran reportero de The Times y agente del MI6. En febrero de 1935 inició, junto con Fleming, un viaje de 6.000 km desde Pekín hasta Srinagar, que duró 7 meses y que ambos relataron: Peter Fleming en su libro Courrier de Tartarie y Ella Maillart bajo el título de Oasis interdites. En 1937, atraviesa India, Afganistán, Irán y Turquía para escribir una serie de reportajes y, en 1939, partió de Ginebra conduciendo un Ford con destino a Kabul. En este viaje la acompañó Annemarie Schwarzenbach —que aparece con el nombre de Christina en el relato del viaje titulado La Voie cruelle— a quien deseaba ayudar a liberarse de su drogadicción.

### Cinco años en India
De 1940 a 1945, pasó cinco años en la India con los maestros espirituales Ramana Maharishi y Atmananda Krishna Menon.

### Chandolin
A su regreso a Suiza descubrió, gracias al pintor Edmond Bille, el pueblo de Chandolin, situado a 2.000 m de altitud, y que se convirtió en el anclaje de su vida de nómada. Encargó la construcción de un chalé en donde vivió en solitario de mayo a octubre a partir de 1948. Desde 1956 y hasta 1987, Ella Maillart se dedicó, como guía cultural, a acompañar a pequeños grupos de viajeros en sus viajes por Asia.
En un artículo titulado Pourquoi voyager, Maillart hace suyas las palabras del maestro chino Chuang Tzou : «Si abordamos las cosas desde sus diferencias, incluso el hígado y el bazo son órganos tan alejados como las ciudades de Ch'u y Yueh. Si las abordamos por sus semejanzas, el mundo es uno solo».
Ella Maillart practicó el ciclismo y el esquí hasta la edad de 80 años.
Peter Fleming escribió sobre ella, en una necrológica que jamás se publicó, que se trataba de una viajera «llena de valor y de curiosidad, siempre interesada por visitar lugares salvajes y por comprender a su población», y finalizó diciendo que «nunca contrajo matrimonio».
Los manuscritos y documentos de Ella Maillart se conservan en la Biblioteca de Ginebra; su obra fotográfica en el Museo Élysée de Lausana  y sus películas en la Cinemateca suiza de Lausana. La pequeña localidad de Chandolin en el Val d'Anniviers (Suiza) rinde homenaje a Ella Maillart, en colaboración con sus amistades, mediante una exposición permanente sobre su trayectoria que permite descubrir, a través de fotografías y de numerosos objetos procedentes de sus viajes, la vida de una mujer con una existencia plena.

## Obra traducida al castellano
- La ruta cruel. Un viaje por Turquía, Persia y Afganistán con Annemarie Schwarzenbach, traducción de Francisco Payarols (Editorial Labor, 1955; con el título El camino cruel. Un viaje por Turquía, Persia y Afganistán con Annemarie Schwarzenbach, La Línea del Horizonte publica esa misma traducción en2015) (La Voie cruelle, Éditions Payot, 1947)
- Oasis prohibidos. de Pequín a Cachemira: una mujer a través de Asia Central en 1935. Traducción de Manuel Serrat Crespo (Ed. Península, 1999) (Oasis interdites - De Pékin au Cachemire, Paris, Payot, 1937)
- La tierra de los Sherpas. Traducción de Irene Aparicio Medina (Tushita edicions, 2016) (The Land of the Sherpas, Londres, 1955)

## Películas y videos
- Ella Maillart, écrivain. Entrevista con Bertil Galland, 54 min., Les Films Plans fixes, Lausana, 1984.
- Ella Maillart chez Bernard Pivot (emisión de televisión La vie est un long fleuve tranquille), INA, Francia, marzo de 1989.
- Le voyage au Kafiristan de Donatello Dubini, 2001, película de ficción sobre el viaje de Annemarie Schwarzenbach y Ella Maillart en 1939.[1]
- Entretiens avec Ella Maillart : Le Monde - mon héritage (cofre, 1 CD de entrevistas radiofónicas y 1 DVD de la película Les itinéraires d'Ella Maillart), 2009.
- Ella Maillart - Double Journey, una película de Mariann Lewinsky y Antonio Bigini, 2015.

## Sobre Ella Maillart
- La croisière de Perlette de Marthe Oulié y Hermine de Saussure, 1926.
- Quand j'étais matelot de Marthe Oulié, 1930.
- Courrier de Tartarie de Peter Fleming, 1992 (edición en inglés: News from Tartary, en 1936).
- Mount Ida de Monk Gibbon, 1948.
- A Forgotten Journey - From Moscow to Manchuria de Peter Fleming, 1952.
- Voyage vers le réel - Mélanges dédiés à Ella Maillart à l'occasion de ses 80 ans, 1983. 22 contribuciones (Nicolas Bouvier, Miette Seyrig, Arnaud Desjardins, Samivel, Laurence Deonna, Catherine Domain, Lewis Thompson, etc.).
- L'échappée belle - Éloges de quelques pérégrins de Nicolas Bouvier, 1996.
- Chère Ella - Elégie pour Ella Maillart de Anne Deriaz, 1998
- Etonnants voyageurs de Daniel Mordzinski, 1999.
- Je suis de nulle part - Sur les traces d'Ella Maillart de Olivier Weber, 2003.
- Nomade sur la voie d'Ella Maillart de Amandine Roche, 2003.
- Mémoires des sables - En Haute Asie sur la piste oubliée d'Ella Maillart et Peter Fleming de Bruno Paulet, 2007 (premio Pierre-Loti 2008).
- Kini, le monde à bras le corpos. Une biographie d'Ella Maillart de Ingrid Thobois (texto) y Géraldine Alibeu (dibujo), 2019.

## Distinciones
- Premio Schiller, Suiza (1953);
- Sir Percy Sykes Memorial Medal de la Royal Society for Asian Affairs, Londres (1955);
- Premio cuatrienal de la ciudad de Ginebra (1987);
- Premio literario Alexandra David Neel (1989);
- Gran premio del libro marítimo, festival de Concarneau (1991)
- Premio y medalla Léon Dewez de la Société de géographie de Paris (1994).